# Микула Євген Іванович
Євген Іванович Микула (21 лютого 1980 , Бердянськ, Запорізька область ) — український футболіст, захисник.

## Біографія
Вихованець бердянських ДЮСШ «Енергія» та «Блискавка». Пізніше займався у дніпропетровському училищі фізкультури під керівництвом Ігоря Ветрогонова, звідки був запрошений до місцевого «Дніпра». Дебютував за команду у вищій лізі 1 грудня 1997 року, вийшовши у стартовому складі в домашньому матчі проти київського «Динамо». Усього за першу команду дніпрян відіграв 6 матчів у чемпіонаті та 1 гру у Кубку України. Частіше виступав за «Дніпро-2» та «Дніпро-3», з якими ставав переможцем та бронзовим призером другої ліги. Залишив дніпропетровську команду в 2001 році, після чого вирушив до Білорусі, де протягом осінньої частини сезону того ж року захищав кольори солігорського «Шахтаря». Наступного року повернувся до України, ставши гравцем кіровоградської «Зірки», за яку виступав протягом півроку у першій лізі. У 2003 році перейшов у хмельницьке «Поділля», у складі якого того ж року і провів останню гру на професійному рівні.

### Збірна
У 1998 році відіграв два матчі за юніорську збірну України.

## Досягнення
- Переможець другої ліги чемпіонату України: 1999/00 (група «В»)
- Бронзовий призер другої ліги чемпіонату України: 2000/01 (група «Б»)